# Paolo Pellion di Persano
Paolo Pellion di Persano (Castagneto Po, 11 febbraio 1947 – Castagneto Po, 16 ottobre 2017) è stato un fotografo italiano.
Ha iniziato a scattare le sue prime fotografie da professionista negli inizi degli anni settanta seguendo da vicino l'attività degli artisti dell'Arte Povera e Concettuale, documentando il loro lavoro e talvolta collaborando alla realizzazione delle loro stesse opere (ad esempio numerosi specchi di Michelangelo Pistoletto e diversi lavori fotografici di Salvo e Giuseppe Penone…). Una collaborazione favorita indubbiamente dalla particolare atmosfera del periodo e dalla condivisione della quotidianità con artisti quali Boetti, Merz, Pistoletto, Zorio, Penone, Salvo, Anselmo.
Nei lavori dell'Arte Concettuale e dell'Arte Povera la creatività consiste in un processo mentale; la fotografia documenta l'atmosfera dell'opera e spesso, come in questo caso, è stata anche strumento per la sua realizzazione.
Dal 1975, per più di un decennio, ha lavorato per il regista Carlo Quartucci noto, tra l'altro, per aver usato scenografie create da artisti contemporanei quali Paolini, Kounellis, Weiner, Kirkeby, Buren, Merz, Fabro, Cucchi, Nitsch.
Nel 1985 ha realizzato le immagini per il catalogo "Ouverture", la prima Mostra del Castello di Rivoli e, da allora, di questo Museo ha documentato tutta l'attività fino al 2012. 
Sempre nel campo dell'Arte, indicativa è stata la sua collaborazione con moltissimi artisti, con la Fondazione Rivetti, la Fondazione Sandretto, Turismo Torino, la Fondazione Merz, Città dell'Arte e con molte Gallerie d'Arte (Persano, Sperone, Stein, Paludetto, Tucci Russo, Salvatore Ala, Samangallery, Franco Noero, NB Studio…).
Sue sono le immagini dei cataloghi di numerose ed importanti mostre ed eventi d'Arte Contemporanea (GAM di Torino - Luci d'artista – Via del Sale…).
Negli ultimi anni di vita ha quasi abbandonato l'attività operativa per dedicarsi al riordino del suo ricchissimo archivio e produrre alcune stampe fotografiche tratte dai suoi scatti più significativi.

## Mostre
Gli sono state dedicate alcune mostre personali: Galleria Bottello, Galleria Paludetto, Studio Grossetti, Unione Culturale di Torino, Museo d'Arte Contemporanea di Calice Ligure, Della Rocca Torino 2016, "La semplice storia di un fotografo", Castello di Rivoli - Museo d'Arte Contemporanea, 2024.
Ha partecipato a diverse collettive in Italia e all'estero: Seripla, Sala delle Colonne, Teatro Gobetti, Turin, 1978; Camera d'Arte, Accademia di Belle Arti, Perugia, 1983, Fotografi ed Eventi Artistici in Italia, Galleria d'Arte Moderna, Modena -catalogue- e Museo d'Arte Moderna, Bolzano, 1988; Lato Destro -The Photographic Side of Arte Povera-, Esso Gallery, New York NY, 2003; Portraits, Esso Gallery, New York NY, 2003; Arte Povera Now and Then, Esso Gallery, New York, 2007; United Artists of Italy, Musée d'Art Moderne, St-Etienne, 2008, Palazzo Stelline, Milano, 2009-2010 e Fondazione Sandretto, Torino, 2015; La temperatura mentale della fotografia, Castello di Rivoli-Museo d'Arte Contemporanea, 2012; "gli OCCHI in PIU'  -padri e figli-  MUSSAT SARTOR / PELLION DI PERSANO", Torino 2014; "La Rivoluzione siamo noi", Camera - Centro italiano per la fotografia, Torino 2022; "Expanded", GAM Torino 2024.

## Altri settori
Parallelamente al campo dell'arte, è stato attivo anche in altri settori quali l'editoria, l'industria ed ha realizzato fotografie per noti marchi della moda.